# Helin Kandemir
Helin Kandemir (* 2. Juni 2004 in Istanbul) ist eine türkische Schauspielerin und Synchronsprecherin.

## Leben und Karriere
Kandemir wurde am 2. Juni 2004 in Istanbul geboren. Ihr Debüt gab sie 2017 in der Fernsehserie İsimsizler. Zwischen 2018 und 2019 spielte sie in Bir Litre Gözyaşı mit. 2019 trat sie in der Serie Kız Kardeşler auf. Anschließend bekam sie 2021 eine Rolle in Azizler. 2022 spielte sie in der Serie Duy Beni mit.
Im selben Jahr war Kandemir in Der Aufstieg von Weltreichen: Das osmanische Reich zu sehen. Außerdem wurde sie 2023 für den Film Bither gecastet.
Sie sprach die türkische Synchronfassung der Filme Fast & Furious: Hobbs & Shaw, Scooby! Voll verwedelt, Der König der Löwen und Rot. Ihr Vater starb am 27. Februar 2023 im Alter von 47 Jahren an den Folgen einer Behandlung gegen Leukämie.

## Filmografie
- 2017: İsimsizler
- 2018–2019: Bir Litre Gözyaşı
- 2018–2019: Hakan: Muhafız
- 2019: Kız Kardeşler
- 2019–2021: Doğduğun Ev Kaderindir
- 2021: Azizler
- 2021: Kağıt Ev
- 2021: Elbet Bir Gün
- 2022: Duy Beni
- 2022: Der Aufstieg von Weltreichen: Das osmanische Reich
- 2023: Bihter
- 2025: Istanbul Encyclopedia

## Auszeichnungen

### Gewonnen
- 2019: Uluslararası İstanbul Film Festivali in der Kategorie „Beste Schauspielerin“[5]
- 2023: Altın 61 Award in der Kategorie „Beste Nebendarstellerin des Jahres“[6]